# Armadillidium parvum
Armadillidium parvum is een pissebed uit de familie Armadillidiidae. De wetenschappelijke naam van de soort is voor het eerst geldig gepubliceerd in 1938 door Strouhal.